# ヴィタリ・クープリ
ヴィタリ・クープリ（Vitalij Kuprij、ウクライナ語: Виталий Куприй、1974年 - 2024年2月20日）は、ウクライナ出身のクラシックピアニストであり、ロックバンドのキーボーディスト、また作曲家でもある。また、自身の名前を冠したネオクラシカルメタル・ソロプロジェクトもある。

## 略歴

### ロックに出会う以前
1974年、ウクライナの首都キエフに生まれる。父親がトロンボーン奏者だったことから、6歳よりピアノを習い始める。3年間個人レッスンを受け、9歳より別の音楽学校で教育を受ける。その後ルイセンコ記念キエフ特別中等音楽学校に入学し、17歳まで鍵盤奏者で教師のルドルフ・ブッフビンダーらに師事。さらに、米国ペンシルベニア州フィラデルフィアのカーティス音楽学校のゲイリー・グラフマンに師事。この間にも、優れたピアノ教師に師事する。旧ソ連の全連邦ショパン・コンクール（All-Union Chopin Competition）で最年少1位を、キエフ音楽院コンクール（Kyiv Conservatoire Competition）で金賞を受賞するなど、世界各国のピアノコンクールにおいて優秀な成績を収めている。ロック音楽に巡り会ったのは15歳のときだったとされる。

### アーテンション結成まで
活動の拠点をアメリカに移した後、ギタリストであるロジャー・スタフルバッハとの衝撃的な出会いを皮切りに、様々な出会いがアーテンションの結成に導く。しかしながら、ボーカリストであるジョン・ウェストが一時離脱したことや、ジョンは現在ロイヤル・ハントも掛け持ちしていた時期があったため、解散説が絶えなかった。

### 数々のプロジェクト
2001年にはマーク・ボールズとリング・オブ・ファイアを結成。ギタリストにジョージ・ベラス（後にトニー・マカパインに交代する）、ベースにフィリップ・バイノ、ドラムにヴァージル・ドナティを迎える。また、ヴィタリは2枚目のアルバム発表後に脱退している（バンドはその後も活動している）。2005年にはヴィタリ・クープリズ・リヴェンジを立ち上げているが、複数のシンガーが参加していることもあり、一種のプロジェクト的な形態をとっている。なお、2000年頃にイングヴェイ・マルムスティーンのバンドに自ら売り込んだこともあったが、イングヴェイに「突然電話して来たわけのわからない奴」と一蹴されてしまっている。
2024年2月20日の夜に死去。49歳没。

## ディスコグラフィ

### ソロ名義
- 『ハイ・ディフィニション』 - High Definition (1997年)
- 『エクストリーム・メジャーズ』 - Extreme Measures (1998年)
- 『VK3』 - VK3 (1999年)
- 『ピアノ』 - Piano Plays The Works Of Liszt And Chopin (2001年)
- 『フォワード・アンド・ビヨンド』 - Forward And Beyond (2004年)
- 『ザ・モダン・ヨーロピアン・トラディション』 - The Modern European Tradition (2005年)
- 『グレイシャル・インフェルノ』 - Glacial Inferno (2007年)
- 『12マンツ・オヴ・ザ・イヤー』 - 12 Months of the Year (2008年)

### リング・オブ・ファイア
- 『ジ・オラクル』 - The Oracle (2001年)
- 『ドリームタワー』 - Dreamtower (2002年)
- 『ラプス・オブ・リアリティ』 - Lapse Of Reality (2004年)
- 『バトル・オヴ・レニングラード』 - Battle Of Leningrad (2014年)

### フェリーノ・リール・クープリ
- 『プロミスト・ランド』 - Promised Land (2003年)

### ヴィタリ・クープリズ・リヴェンジ
- 『ヴィタリ・クープリズ・リヴェンジ』 - Vitalij Kuprij's Revenge (2005年)